# Nemesis (film)
Nemesis (1992) este un film SF regizat de Albert Pyun (care a mai regizat Cyborg) cu Olivier Gruner în rolul principal. Este primul film din seria de filme Nemesis.

## Prezentare
În viitor, haosul este în creștere deoarece „teroriștii informațiilor” amenință să distrugă ordinea în societate. Alex, care este jumătate-om-jumătate-mașină, este polițist LAPD, fiind cel mai bun în meseria sa. Atunci când unul dintre teroriști îl cataloghează drept mașină, Alex își pune la îndoială umanitatea și decide să plece din poliție. Ultima sa misiune este de a aresta un vechi coleg care a furat niște date. Cu toate acestea, situația este mult mai complexă iar Alex trebuie să pună la încercarea loialitatea sa.

## Actori
- Olivier Gruner este Alex
- Tim Thomerson este Farnsworth
- Cary-Hiroyuki Tagawa este Angie-Liv
- Yuji Okumoto este Yoshiro Han
- Marjorie Monaghan este Jared
- Nicholas Guest este Germaine
- Vincent Klyn este Michelle
- Thom Mathews este Marion
- Marjean Holden este Pam
- Brion James este Maritz
- Deborah Shelton este Julian
- Jennifer Gatti este Rosaria
- Thomas Jane este Billy
- Jackie Earle Haley este Einstein
- Borovnisa Blervaque este Morico
- Merle Kennedy este Max Impact
- Adrianna Miles este German National
- Rob Carlton este Waiter
- Branscombe Richmond este Mexican Man

## Continuări
Filmul a general trei continuări: Nemesis 2: Nebula, care are loc la 73 de ani după evenimentele din acest film, Nemesis 3: Prey Harder ale cărui personaje sunt trimise înapoi în timp în anul 1998 și Nemesis 4: Death Angel. Nemesis 3 a fost produs cu scene nefolosite la Nemesis 2.